# Gheorghe Leonida
Gheorghe Leonida (Galați; c. 1892-1893-Bucarest; 1942) fue un escultor rumano conocido por crear la cabeza de la estatua del Cristo Redentor en Río de Janeiro.

## Biografía
Gheorghe Leonida nació en Galați en 1892 (1893 según otras fuentes). Viniendo de una familia influente de clase media, fue el penúltimo de once hijos. Entre sus hermanos fue una pionera de la ingeniería femenina Elisa Leonida Zamfirescu y también ingeniero Dimitrie Leonida. Cuando su padre, un oficial de carrera, se vio obligado a abandonar la ciudad de Galați, Gheorghe lo siguió a Bucarest, donde se graduó en la escuela secundaria y luego continuó sus estudios en el departamento de escultura del Conservatorio de Bellas Artes. Debutó en 1915 en un salón nacional. Después de luchar en la I Guerra Mundial, Gheorghe Leonida continuó los estudios de arte en Italia durante tres años.
En el curso de su trabajo ha sido premiado en Roma por el trabajo Reveil, y París por el trabajo Le Diable).
En 1925, se trasladó a París, donde Paul Landowski acababa de recibir el contrato para la construcción de la estatua gigante Cristo Redentor de Río de Janeiro. Gheorghe Leonida fue contratado por Landowski para esculpir el rostro de la estatua. Las obras comenzaron en 1926 y se terminaron en 1931.
De vuelta en Rumania, Gheorghe Leonida continuó tallando. Murió en la primavera de 1942, cayendo desde el techo de la casa de su familia en Bucarest, mientras recogía flores de tilo. Sus obras se pueden ver en el Castillo de Bran, Museo Nacional de Arte y otros museos importantes de Bucarest.